# Kangur
Kangur (Macropus) – rodzaj ssaków z podrodziny kangurów (Macropodinae) w obrębie rodziny kangurowatych (Macropodidae).

## Zasięg występowania
Gatunki należące do rodzaju Macropus są endemitami australijskiej krainy zoogeograficznej.

## Morfologia
Długość ciała samic 67,1–185,7 cm, długość ogona samic 44,3–84,2 cm, długość ciała samców 94,6–230,2 cm, długość ogona samców 42,5–109 cm; masa ciała samic 17–42 kg, samców 18–90 kg.

## Systematyka
Rodzaj zdefiniował w 1790 roku brytyjski zoolog i botanik George Shaw w publikacji własnego autorstwa poświęconej różnorodności przyrodniczej wraz z ilustracjami. Jako gatunek typowy Shaw wyznaczył (oznaczenie monotypowe) kangura olbrzymiego (M. giganteus).

### Etymologia
- Jerboa (Zebua): arab. ‏جَرْبُوع‎ jarbūʿ lub يَرْبُوع yarbūʿ ‘mięso z lędźwi’[19]. Gatunek typowy: Zimmermann wymienił kilka gatunków – Mus Jaculus Pallas, 1779 (= Dipus sibiricus major Kerr, 1792, Cuniculus pumilio saliens Gmelin, 1760 (= Yerbua sibirica Forster, 1778, Mus longipes Linnaeus, 1758 (nomen dubium), Yerboa Tarsier Buffonn i Yerboa gigantea Zimmermann, 1777 (Mus canguru P.L.S. Müller, 1776 (nomen dubium) –  nie wskazując gatunku typowego.
- Macropus (Macpropus): gr. μακροπους makropous, μακροποδος makropodos ‘długo-stopy’, od μακρος makros ‘długi, wielki’; πους pous, ποδος podos ‘stopa’[20].
- Gigantomys: gr. γιγας gigas, γιγαντος gigantos ‘gigant, olbrzym’; μυς mus, μυός muos ‘mysz’[21]. Gatunek typowy (oznaczenie monotypowe): Macropus giganteus Shaw, 1790.
- Kangurus: zlatynizowana forma ang. kangaroo[22]. Gatunek typowy (oznaczenie monotypowe): Macropus giganteus Shaw, 1790
- Kanguroo: etymologicznie słowo „kanguroo” („pl. kangur”) pochodzi od „gaNurru” – słowa w języku guugu yimithirr, które było w przeszłości używane przez aborygenów w znaczeniu large black kangaroo (duży czarny kangur). Z czasem zaczęło jednak być używane dla określenia wielu gatunków zwierząt z rodziny kangurowatych. Pierwsze użycie nazwy odnotowane 4 sierpnia 1770 jest przypisywane angielskiemu żeglarzowi i odkrywcy Jamesowi Cookowi i botanikowi Josephowi Banksowi[23]. Nazwa ta nie jest jednak używana przez lokalne plemiona Australii[24]. Gatunek typowy (oznaczenie monotypowe): Kanguroo gigas Lacépède, 1799 (= Macropus giganteus Shaw, 1790).
- Halmaturus (Kalmaturus, Halmatopus): gr. ἁλμα halma, ἁλματος halmatos ‘skok, sus’, od ἁλλομαι hallomai ‘skaka’”; ουρα oura ‘ogon’[25]. Gatunek typowy: Macropus giganteus Shaw, 1790.
- Leptosiagon: gr. λεπτος leptos ‘delikatny, drobny’; σιαγων siagōn, σιαγονος siagonos ‘szczęki’[26]. Gatunek typowy: †Leptosiagon gracilis R. Owen, 1874 (= †Macropus ferragus R. Owen, 1874).
- Pachysiagon: gr. παχυς pakhus ‘wielki, gruby’; σιαγων siagōn, σιαγονος siagonos ‘szczęki’[27]. Gatunek typowy (oznaczenie monotypowe): †Macropus ferragus R. Owen, 1874.
- Fissuridon: łac. fissura ‘szczelina, pęknięcie’[28]; gr. οδους odous, οδοντος odontos ‘ząb’[29]. Gatunek typowy (oryginalne oznaczenie): †Fissuridon pearsoni Bartholomai, 1973.

### Nazwa zwyczajowa
We wcześniejszej polskiej literaturze zoologicznej dla określenia części gatunków rodzaju Macropus używane były nazwy zwyczajowe kangur, a także suwacz, kanguro. Ostatecznie w wydanej w 2015 roku przez Muzeum i Instytut Zoologii Polskiej Akademii Nauk publikacji „Polskie nazewnictwo ssaków świata” rodzajowi nadano oznaczenie kangur.

### Podział systematyczny
W tradycyjnym ujęciu do rodzaju Macropus należały taksony zgrupowane w podrodzajach Notamacropus i Osphranter, jednak badania genetyczne przeprowadzone w 2019 roku potwierdzają odrębność Notamacropus oraz Osphranter i podnoszą je do rangi rodzajów. Do rodzaju należą następujące występujące współcześnie gatunki:
| Grafika | Gatunek              | Autor i rok opisu | Nazwa zwyczajowa | Podgatunki         | Rozmieszczenie geograficzne | Podstawowe wymiary                       | Status IUCN |
| ------- | -------------------- | ----------------- | ---------------- | ------------------ | --- | ---------------------------------------- | ----------- |
|         | Macropus giganteus   | G.K. Shaw, 1790   | kangur olbrzymi  | gatunek monotypowy | północno-wschodni Queensland (od półwyspu Jork) do południowo-wschodniej Australii Południowej, północno-wschodnia Tasmania; kilka wysp u wybrzeżu Queenslandu i Wiktorii                     | DC: 96–230 cm DO: 43–109 cm MC: 17–90 kg | LC          |
|         | Macropus fuliginosus | (Desmarest, 1817) | kangur szary     | gatunek monotypowy | Australia Zachodnia (od Zatoki Rekina) do południowo-zachodniego Queenslandu, północnej Nowej Południowej Walii i zachodniej Wiktorii; również Wyspa Kangura u wybrzeży Australii Południowej | DC: 67–222 cm DO: 42–100 cm MC: 17–72 kg | LC          |

Kategorie IUCN:  LC  – gatunek najmniejszej troski.
Opisano również gatunki wymarłe:
- Macropus ferragus R. Owen, 1874[36] (Australia; plejstocen).
- Macropus mundjabus Flannery, 1980[37] (Australia; czas występowania niepewny).
- Macropus pearsoni (Bartholomai, 1973)[14] (Australia; plejstocen).
- Macropus rama Bartholomai, 1975[38] (Australia; plejstocen).